# Eisensteinhöhle
Die Eisensteinhöhle ist eine Schauhöhle im Gemeindegebiet von Bad Fischau-Brunn (Niederösterreich). 

## Geschichte
Die Höhle wurde im Jahr 1855 durch Zufall entdeckt, da sich über dem damals verschlossenen Eingang ein Steinbruch befand. Im Zuge der Abbauarbeiten wurde der Eingang freigelegt. Der Besitzer des Steinbruches, Reichsritter Eissner von und zu Eisenstein, ließ nach Bekanntwerden der Entdeckung die Arbeiten einstellen, die Höhle trägt heute seinen Namen. Franz Mühlhofer erforschte die Höhle im Jahre 1896 im Alter von 15 Jahren mit einer Gruppe Gleichaltriger.

## Beschreibung
Die heute bekannte Länge der Höhle beträgt 2341 Meter, die maximale Tiefe −73 Meter, der Eingang befindet sich auf 380 Meter Seehöhe. Die sogenannte Schachthöhle befindet sich im Kalksteingebirge der nördlichen Kalkalpen (Triaskalk und Dolomit) in einem Gebiet mit lokalen Konglomeratgesteinvorkommen, genau auf der sogenannten Thermenlinie. In der Höhle gibt es eine Thermalquelle, deren Wassertemperatur mit Werten zwischen 13 und 16,5 Grad Celsius angegeben wird. Die Eisensteinhöhle ist an einer NNO-SWW streichenden und mit durchschnittlich 47° einfallenden Spaltenzone (Störung) unmittelbar am Abbruch des Alpenostrandes gegen das Wiener Becken angelegt und weist bis zu 5 überlagernde Gangstrecken auf; ihre maximale Horizontalerstreckung beträgt 147 m.
Die Höhle kann in 3 Abschnitte gegliedert werden:
- Hauptgang (Eingänge – Quelle, Schauteil)
- Markthallen (Südteil)
- Neuer Teil (Nordteil)

Die Höhle ist arm an Tropfsteinen, eine Besonderheit stellt jedoch der in den Hohlräumen aufgrund des speziellen Höhlenklimas entstandene sogenannte Perlsinter dar, eine Kalkablagerung in Form runder Kügelchen.

## Tourismus
Der Eingang der Höhle ist zu Fuß oder mit dem Pkw vom Wiener Becken erreichbar (Abzweigung bei Bad Fischau oder Brunn an der Schneebergbahn). Führungen durch die Höhle finden bereits seit dem Jahr 1907 statt. Die Höhle wird von der Alpenvereinssektion „Allzeit Getreu“ betreut, die auch die Höhlenführer stellen. Führungen finden an Wochenenden von Mai bis Oktober statt. Zur besseren Erreichbarkeit der Höhle wurde ein künstlicher Eingangsstollen errichtet. Der ursprünglich freigelegte Eingang in die Höhle befindet sich etwa 50 Meter nordöstlich des künstlichen Eingangs. In der Höhle wurde vom Eingang bis zur Thermalquelle eine Steiganlage, bei den senkrechten Abschnitten teilweise mit Eisenleitern, errichtet.

## Galerie

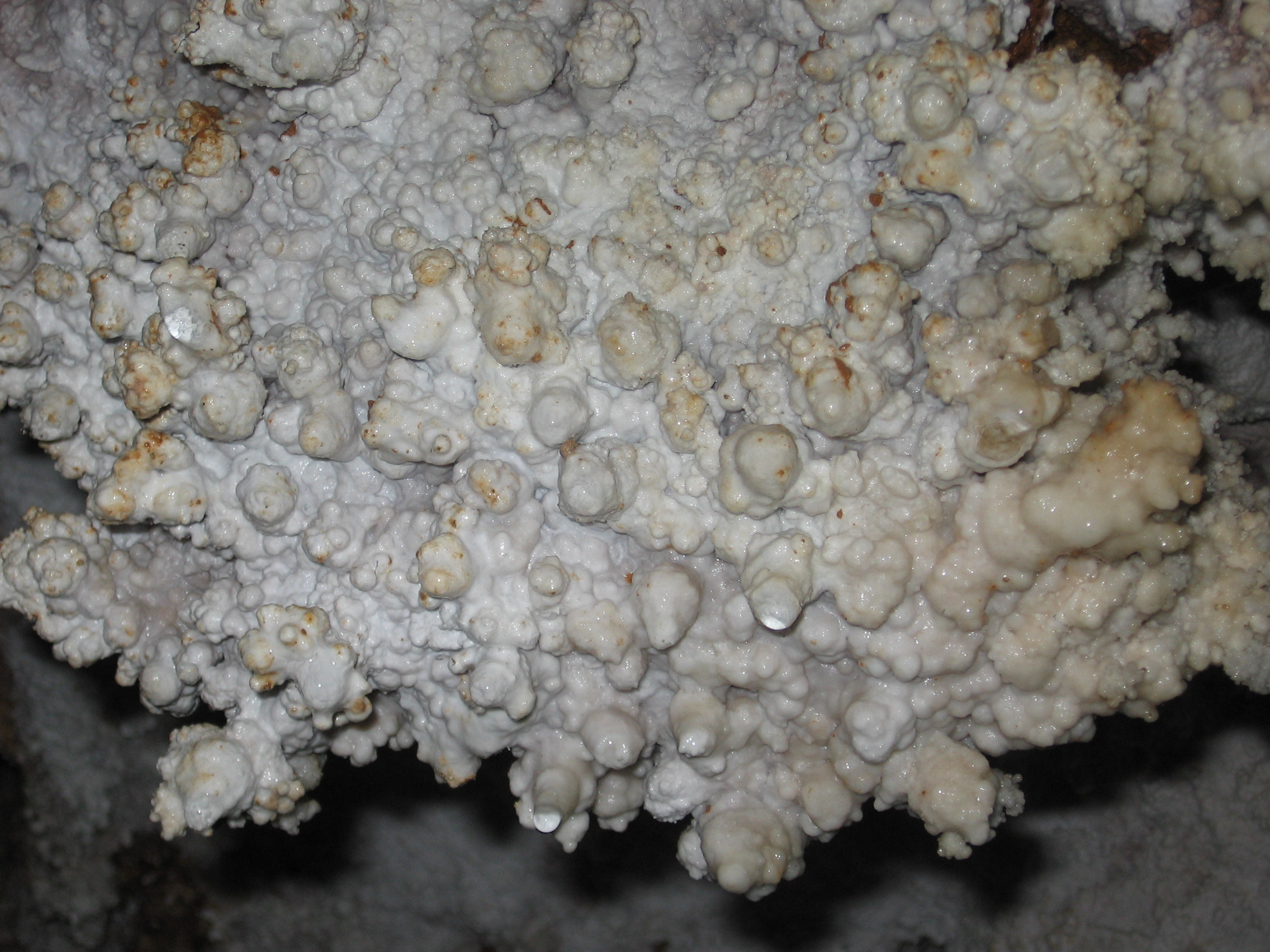
Weißer Perlsinter
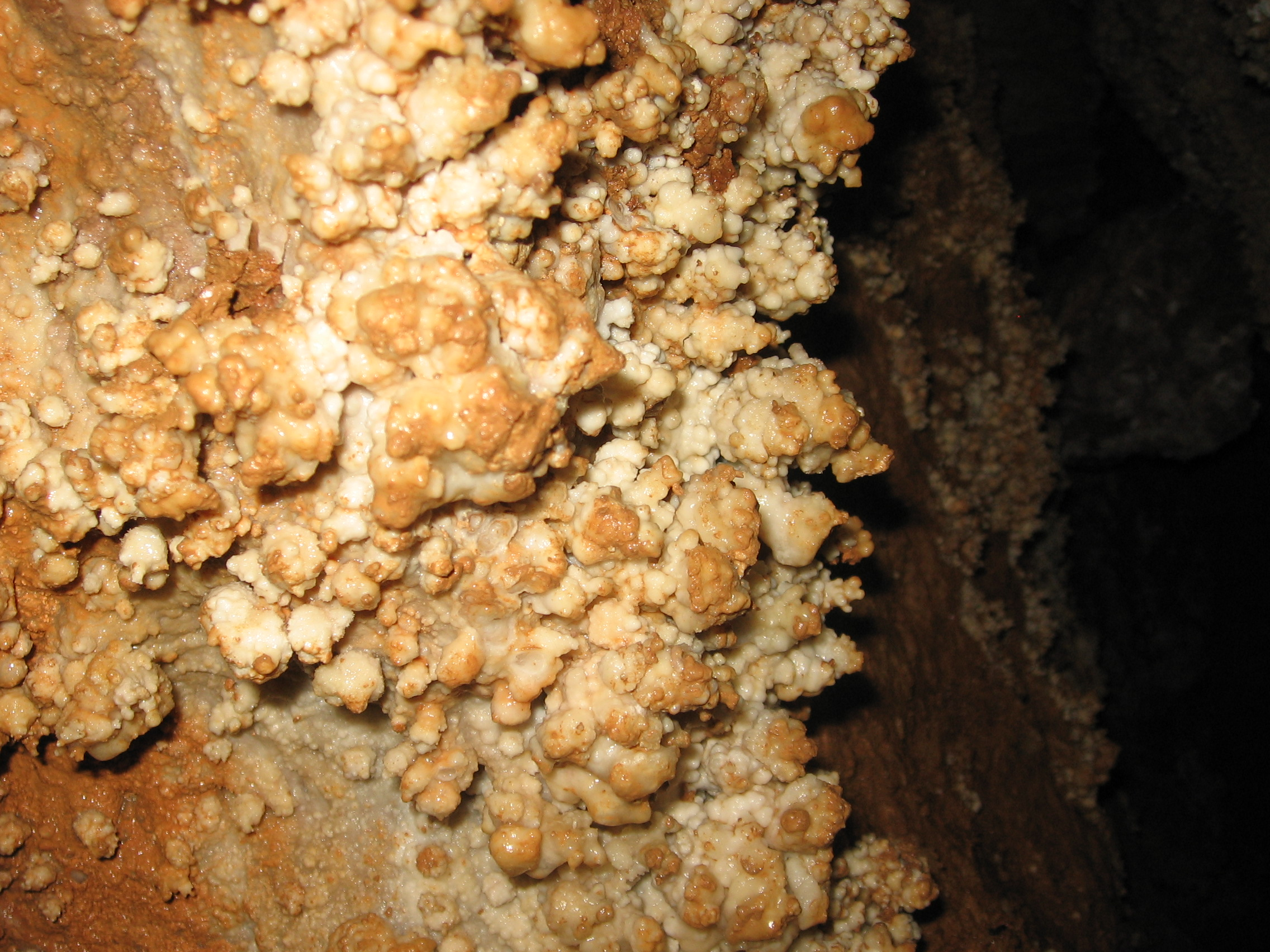
Perlsinter, durch Lehm verfärbt
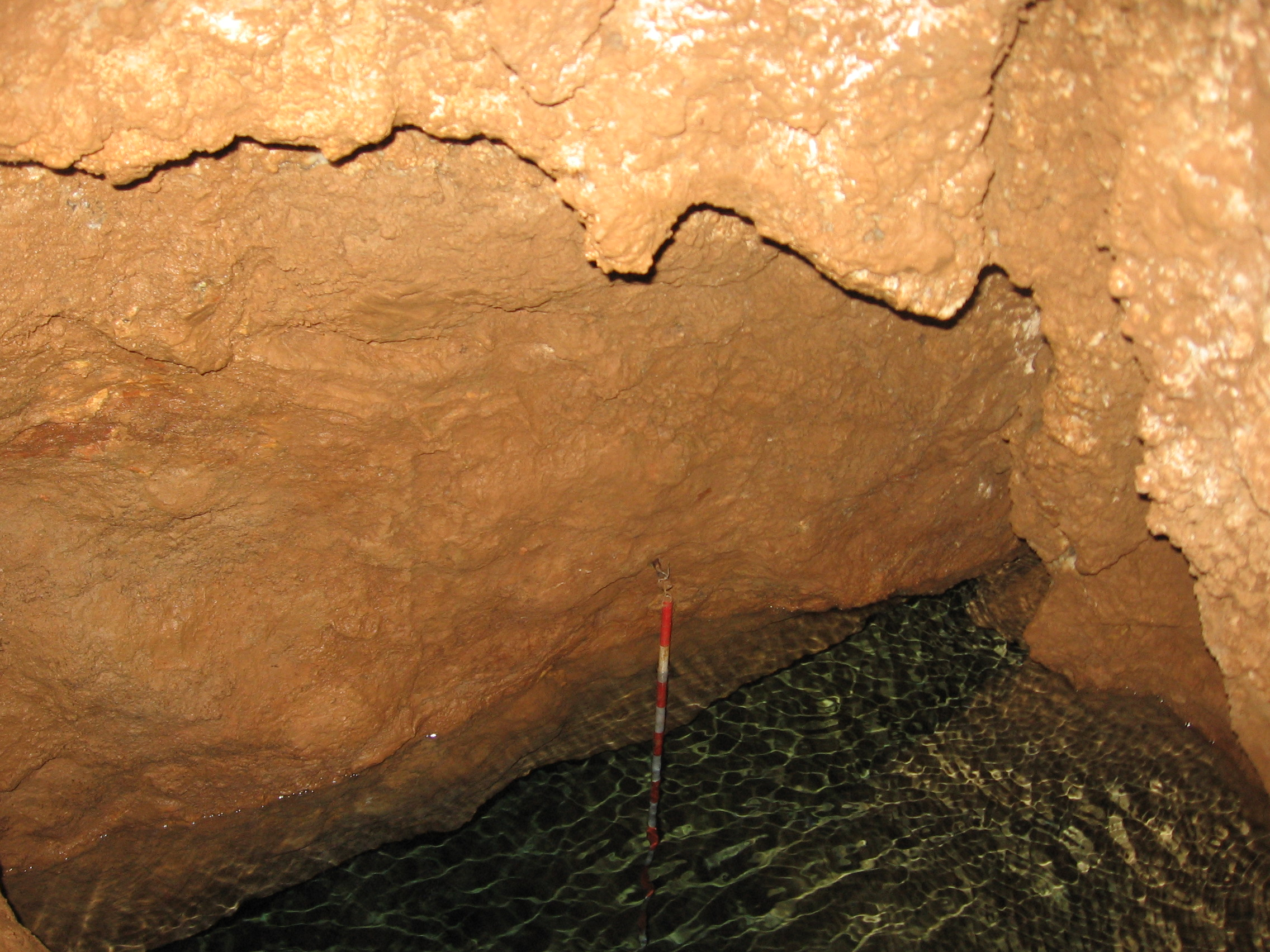
Die Thermalquelle in der Höhle